# Rüti bei Lyssach
Rüti bei Lyssach – gmina (niem. Einwohnergemeinde) w Szwajcarii, w kantonie Berno, w regionie administracyjnym Emmental-Oberaargau, w okręgu Emmental.

## Demografia
W Rüti bei Lyssach mieszkają 172 osoby. W 2020 roku 2,3% populacji gminy stanowiły osoby urodzone poza Szwajcarią.

## Transport
Przez teren gminy przebiega droga główna nr 245.